# Boehmeria nivea
Il ramiè (Boehmeria nivea (L.) Gaudich.) è una pianta della Urticacee originaria dell'Asia. Dalla sua corteccia si ricava una fibra tessile (ramia o ramiè). Nell'Estremo Oriente viene anche utilizzata come pianta ornamentale.

## Storia
Il ramiè è stato utilizzato fin da tempi molto antichi in Cina, India e Indonesia; secondo alcuni sarebbe il tessuto con cui venivano rivestite le mummie egiziane, ma non vi sono certezze al riguardo.
Il Brasile ne cominciò la produzione verso la fine degli anni trenta, raggiungendo il culmine nel 1971. Da allora, la produzione ha subito un declino costante, come risultato della competizione con fibre tessili alternative, quali quelle sintetiche.

## Descrizione
Raggiunge un'altezza compresa tra 1 e 2,5 metri, le foglie hanno forma di cuore, lunghe dai 7 ai 15 cm e larghe 6 – 12 cm, bianche e pelose nella parte inferiore.
Il ramiè bianco è coltivato in Cina, mentre il ramiè verde (Boehmeria utilis) si pensa abbia avuto origine nella penisola malese. Quest'ultima ha foglie più piccole, verdi nella parte inferiore, e cresce in ambiente tropicale.